# Crosspointe
Crosspointe – jednostka osadnicza w Stanach Zjednoczonych, w stanie Wirginia, w hrabstwie Fairfax.